# Erechthias kerri
Erechthias kerri är en fjärilsart som beskrevs av Otto Herman Swezey 1926. Erechthias kerri ingår i släktet Erechthias och familjen äkta malar. Inga underarter finns listade i Catalogue of Life.